# Kaplica św. Rodziny w Zalewie
Kaplica Świętej Rodziny – rzymskokatolicka kaplica, a obecnie dom przedpogrzebowy, znajdujący się w mieście Zalewo, w województwie warmińsko-mazurskim.

## Historia

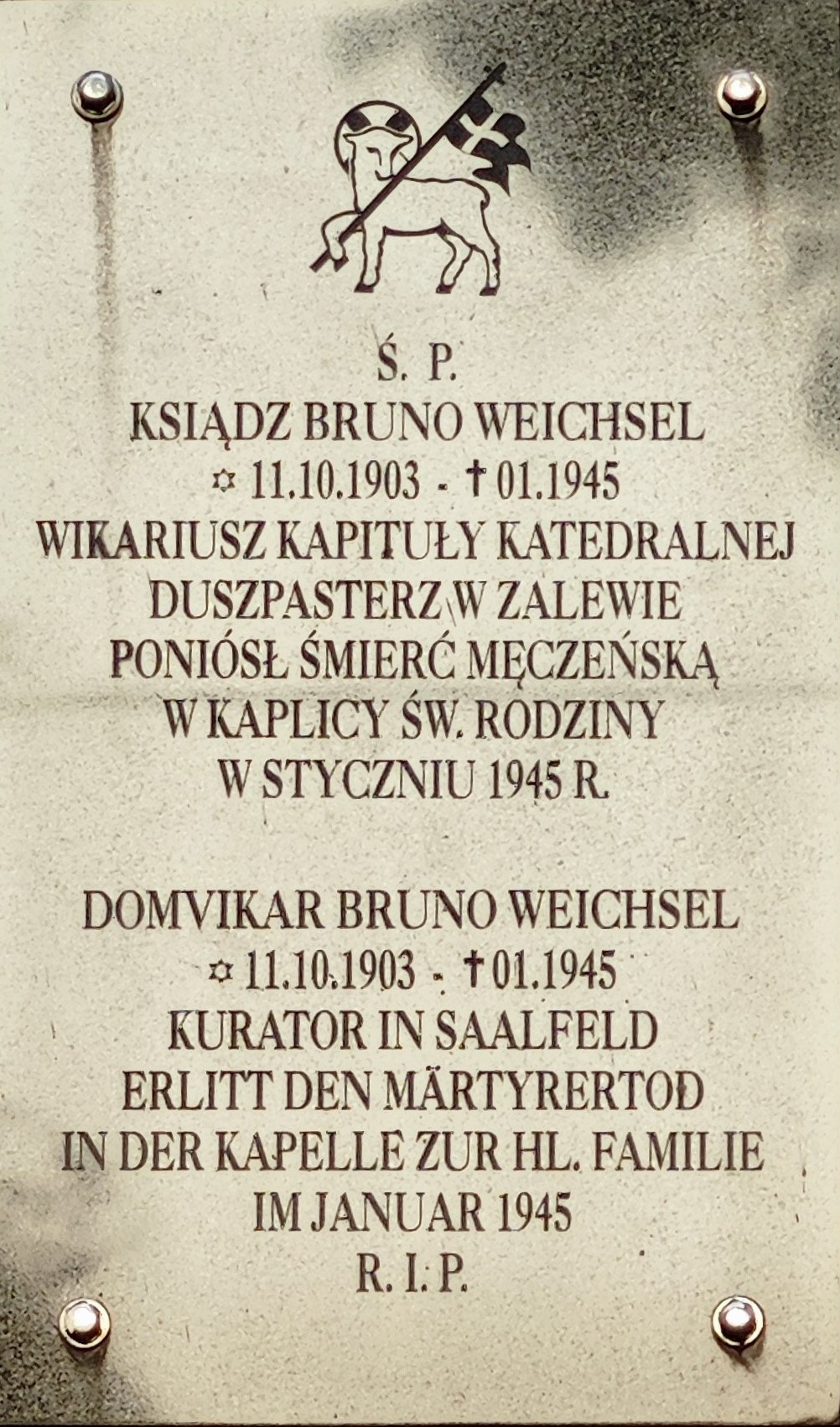
Tablica upamiętniająca śmierć ks. Weichsela

Kaplica została wybudowana w latach 1900–1910 na terenie ofiarowanym przez Piotra v. Liepińskiego miejscowym wiernym wyznania katolickiego. Kaplica wzięła swoją nazwę od katolickiej kaplicy pod wezwaniem św. Rodziny znajdującej się od 1904 roku w sali hotelu Jankowskiego. W 2003 roku dzięki staraniom księdza proboszcza Jana Litwina i przy pomocy Urzędu Miejskiego budowla została wyremontowana, teren został uporządkowany i zostało ustawione nowe ogrodzenie. Wsparcia finansowego dla tej inwestycji udzielił brat księdza Bruna Weichsela, zamordowanego w tym miejscu w styczniu 1945 roku przez żołnierzy Armii Czerwonej.  W dniu 5 września 2003 roku została odsłonięta tablica pamiątkowa na murze zewnętrznym kaplicy upamiętniająca księdza Bruna Weichsela.
W dniu 8 sierpnia 2014 roku został otwarty dom przedpogrzebowy na parterze budynku. Uroczystą mszę świętą odprawił, a także otworzył i poświęcił obiekt, biskup elbląski Jacek Jezierski. mszę świętą współcelebrował proboszcz parafii św. Jana Apostoła w Zalewie, ksiądz Stanisław Gajewski. W ramach prac remontowo-budowlanych, wybudowano także na zewnątrz kaplicy podest, podjazd dla niepełnosprawnych i schody, oraz zagospodarowano działkę, wykonując drogę dojazdową i plac parkingowy.